# Vitalkapazität

Schema einer Spirometrie: Hier mit VC bezeichnet die Vitalkapazität. Sie setzt sich zusammen aus dem Tidalvolumen, also dem Atemzugvolumen in Ruhe sowie den inspiratorischen bzw. exspiratorischen Reservevolumen, also dem maximal möglichen Einatem- bzw. Ausatemvolumen. Die Vitalkapazität ist somit die Differenz aus maximaler und minimaler Lungenfüllung.

Die Vitalkapazität (VC) ist eine Kenngröße für die Funktion der Lunge und wird in der Spirometrie benutzt. Es gibt Größen jeweils für die Einatmung (inspiratorische Vitalkapazität (IVC)) und für die Ausatmung (exspiratorische Vitalkapazität (EVC)). Die Atmung erfolgt während einer spirometrischen Testung über ein Mundstück, die Atmung durch die Nase sollte durch eine Nasenklemme verhindert werden. Die Messgenauigkeit hängt neben physikalischen Faktoren, wie Luftdruck und Verwirbelungen, auch von der Mitarbeit des Probanden ab, der ja jeweils maximal ein- und ausatmen muss, was sicherlich subjektiv ist.
Als forcierte (exspiratorische) Vitalkapazität (FVC) bezeichnet man das Atemvolumen, das nach maximaler Inspiration rasch und vollständig ausgeatmet werden kann.
Die Sollwerte der Vitalkapazität sind abhängig von Geschlecht, Alter und Körpergröße. Man kann folgende Gleichungen zugrunde legen:

{\displaystyle VC_{m}=(27.63-0.112a)\cdot g\quad ({\mathsf {in\ cm^{3}}})}, oder 0.0481g – 0.020a – 2.81 (in Litern)

{\displaystyle VC_{w}=(21.78-0.101a)\cdot g\quad ({\mathsf {in\ cm^{3}}})}, oder 0.0404g – 0.022a – 2.35 (in Litern)

wobei mit g die Körpergröße in Zentimetern und a das Alter in Jahren angegeben ist. Die Vitalkapazität beträgt bei einem 30-jährigen Lungengesunden abhängig von der Körpergröße rund 4–8 Liter. Mit dem Altern nimmt sie ab.

## Exspiratorische Vitalkapazität
Die exspiratorische Vitalkapazität ist die Luftmenge, die nach maximaler Einatmung maximal auf einmal ausgeatmet werden kann, und entspricht der Differenz von Totalkapazität und Residualvolumen.
Die Messung erfolgt üblicherweise in drei Schritten:
1. maximale Ausatmung
2. langsame maximale Einatmung
3. maximale Ausatmung zur Messung